# Rémi Mulumba
Rémi Mulumba (Abbeville, 2 november 1992) is een Frans voetballer die bij voorkeur als centrale middenvelder speelt. Hij speelt sinds januari 2018 voor KAS Eupen.

## Clubcarrière
Mulumba werd geboren in Abbeville en sloot zich in de jeugdopleiding van SC Abbeville aan. In 2006 verruilde hij die club voor Amiens SC. Vier jaar later debuteerde de centrummiddenvelder voor Amiens in een competitiewedstrijd tegen Aviron Bayonnais in de Championnat National. Op 12 juli 2010 tekende hij een vierjarig contract bij eersteklasser Lorient.
Omdat hij bij Lorient geen uitzicht had op speelminuten bij het eerste elftal, werd hij uitgeleend aan Dijon FCO en AJ Auxerre. Met Auxerre speelde hij in 2015 de finale van de Coupe de France. Mulumba kreeg een basisplaats in de finale, die Auxerre met 0-1 verloor van Paris Saint-Germain.
Na zijn terugkeer naar Lorient kreeg Mulumba opnieuw weinig speelkansen. In de zomer van 2016 stapte hij daarom definitief over naar Gazélec FCO Ajaccio. In de Ligue 2 kwam hij opnieuw regelmatig aan spelen toe. Hij versierde er zelfs een transfer naar het buitenland: in januari 2018 verhuisde hij naar de Belgische eersteklasser KAS Eupen.

## Interlandcarrière
Mulumba kwam uit voor diverse Franse nationale jeugdelftallen. Hij behaalde onder meer vier caps voor Frankrijk –20. Desondanks koos hij in 2015 voor Congo-Kinshasa, waarmee hij in 2017 deelnam aan de Afrika Cup.
1 Moser ·
2 Van Genechten ·
3 Davidson ·
4 Baiye ·
7 Nuhu ·
8 Peeters ·
9 Prevljak ·
10 Charles-Cook ·
11 N'Dri ·
13 S. Keita ·
14 Deom ·
15 Magnée ·
17 Bitumazala ·
18 A. Keita ·
20 Magee ·
23 Christie-Davis ·
24 Wakaso ·
28 Paeshuyse ·
29 Alloh ·
30 Gorenc ·
33 Nurudeen ·
35 Lambert ·
47 Offermann ·
77 Oger ·
99 Roufosse ·
Coach: Still